# Ali Smith
Ali Smith (Inverness, 24 agosto 1962) è una scrittrice britannica.

## Biografia
Ali Smith nasce il 24 agosto 1962, ultima di cinque figli di una famiglia operaia, padre britannico e madre irlandese. Cresce a Inverness in una casa popolare.
Dopo la scuola dell'obbligo studia ad Aberdeen, dove nel 1984 consegue la laurea in lingua e letteratura inglese. Dal 1985 al 1990 frequenta il Newnham College di Cambridge per un dottorato di ricerca in Modernismo americano e irlandese che però non conclude, preferendo dedicarsi alla scrittura di opere teatrali che saranno messe in scena all'Edinburgh Festival Fringe e al Cambridge Footlights.
Nel 1990 si trasferisce a Glasgow dove lavora come docente di letteratura scozzese, inglese e americana presso l'Università di Strathclyde, attività che lascerà nel 1992 perché colpita dalla sindrome da fatica cronica. Convinta di non essere portata per l'insegnamento accademico, torna a Cambridge e si concentra sulla scrittura. Svolge anche attività di freelance per il quotidiano The Scotsman.
Nel 1995 pubblica il suo primo libro, Free Love and Other Stories, una raccolta di 12 racconti vincitrice del Saltire First Book of the Year award e dello Scottish Arts Council Book Award .
Nel 2009 dona il racconto Last (precedentemente pubblicato sul Manchester Review Online) al progetto Oxfam Ox-Tales, quattro di antologie di racconti scritti da 38 dei più noti autori del Regno Unito, editi da Green Profile. La sua storia è stata pubblicata nella collezione Fuoco, dedicata alla campagna per il controllo degli armamenti.
Nel 2016 diventa sostenitrice di Refugee Tales, un progetto di sensibilizzazione sulla situazione di molti rifugiati e migranti detenuti nel Regno Unito a tempo indeterminato, che prevede la pubblicazione di loro racconti e periodiche marce di operatori umanitari, attivisti e migranti da un centro di detenzione all'altro.
Tra il 2016 e 2020 pubblica una tetralogia di romanzi ispirati alle quattro stagioni. Ognuno dei libri rende omaggio a quattro donne artiste: Autunno (2016) a Pauline Boty, Inverno (2017) a Tacita Dean, Primavera (2019) a Barbara Hepworth, Estate (2020) all'italiana Lorenza Mazzetti, autrice de Il cielo che cade e cofondatrice del movimento cinematografico Free Cinema nell’Inghilterra degli anni Cinquanta.
È autrice di numerosi romanzi, raccolte di racconti, la maggior parte dei quali tradotti in italiano. Hotel World (2001) ha vinto lo Scottish Arts Council Book of The Year Award, l'Encore Award ed è stato finalista al Booker Prize e all'Orange Prize.
Nel 2022 è stata insignita del Premio di Stato austriaco per la letteratura europea.
Vive a Cambridge e scrive regolarmente articoli e recensioni per The Scotsman e per il Times Literary Supplement.

## Opere tradotte in italiano

### Romanzi
- Like, 1997
- Hotel World, 2001

Hotel World, trad. di Federica Aceto, Roma, Minimum Fax, 2004, ISBN 88-7521-019-5
- The Accidental, 2004

Voci fuori campo, trad. di Federica Aceto, Milano, Feltrinelli, ISBN 88-07-01685-0
- There But For The, 2011

C'è ma non si, trad. di Federica Aceto, Milano, Feltrinelli, 2012, ISBN  978-88-07-01877-0
- How to be both, 2016

L'una e l'altra, trad. di Federica Aceto, Roma, SUR, 2016, ISBN 978-88-6998-035-0
- Autumn, 2016

Autunno, trad. di Federica Aceto, Roma, SUR, 2018, ISBN 978-88-6998-125-8
- Winter, 2017

Inverno, trad. di Federica Aceto, Roma, SUR,  2019, ISBN 978-88-6998-162-3
- Spring, 2019

Primavera, trad. di Federica Aceto, Roma, SUR, 2020, ISBN 978-88-6998-204-0
- Summer, 2020

Estate, trad. di Federica Aceto, Roma, SUR, 2021, ISBN 978-88-6998-262-0
- Companion Piece, 2022

Coda, trad. di Federica Aceto, Roma, SUR, 2023 ISBN 978-88-6998-360-3

### Raccolte di racconti
- Free Love and Other Stories, 1995

Free Love,  trad. di Federica Aceto,  Feltrinelli, Milano, 2007, ISBN 978-88-07-01723-0
- Other Stories and Other Stories, 1999

Altre storie (e altre storie),  trad. di Federica Aceto, Minimum Fax, Roma, 2005, ISBN 88-7521-053-5
- The First Person and Other Stories, 2008

La prima persona, trad. di Federica Aceto,  Feltrinelli, Milano, 2010, ISBN 978-88-07-01805-3
- Public library and other stories, 2015

### Saggistica
- Artful (2012), selezionato per l'inaugurale Goldsmiths Prize (2013)
- Shire (2013), con immagini di Sarah Wood: racconti e scrittura autobiografica. Edizioni Full Circle

### Opere teatrali
- Stalemate (1986), inedito, prodotto all'Edinburgh Festival Fringe
- The Dance (1988), inedito, prodotto all'Edinburgh Festival Fringe
- Trace of Arc (1989), prodotto all'Edinburgh Festival Fringe
- Amazons (1990), Cambridge Footlights
- Comic (1990), inedito, prodotto all'Edinburgh Festival Fringe
- The Seer (2001)
- Just (2005)

### Altro
- La storia di Antigone raccontata da Ali Smith, illustrata da Laura Paoletti, [Torino], Scuola Holden; Roma, La biblioteca di Repubblica-L'espresso, 2011, ISBN 978-88-8371-331-6